# Zumpango (kommune)
Zumpango er en kommune beliggende i delstaten Mexico (Edomex) i Mexico. Kommunen har et areal på 224 km2
og et indbyggertal på 159.647 (2010).

## Byer i Zumpango
- Zumpango de Ocampo
- San Juan Zitlaltepec
- San Bartolo Cuautlalpan
- San Miguel Bocanegra
- Santa María Cuevas

19°47′49″N 99°5′57″V / 19.79694°N 99.09917°V